# Jean Pomagalski

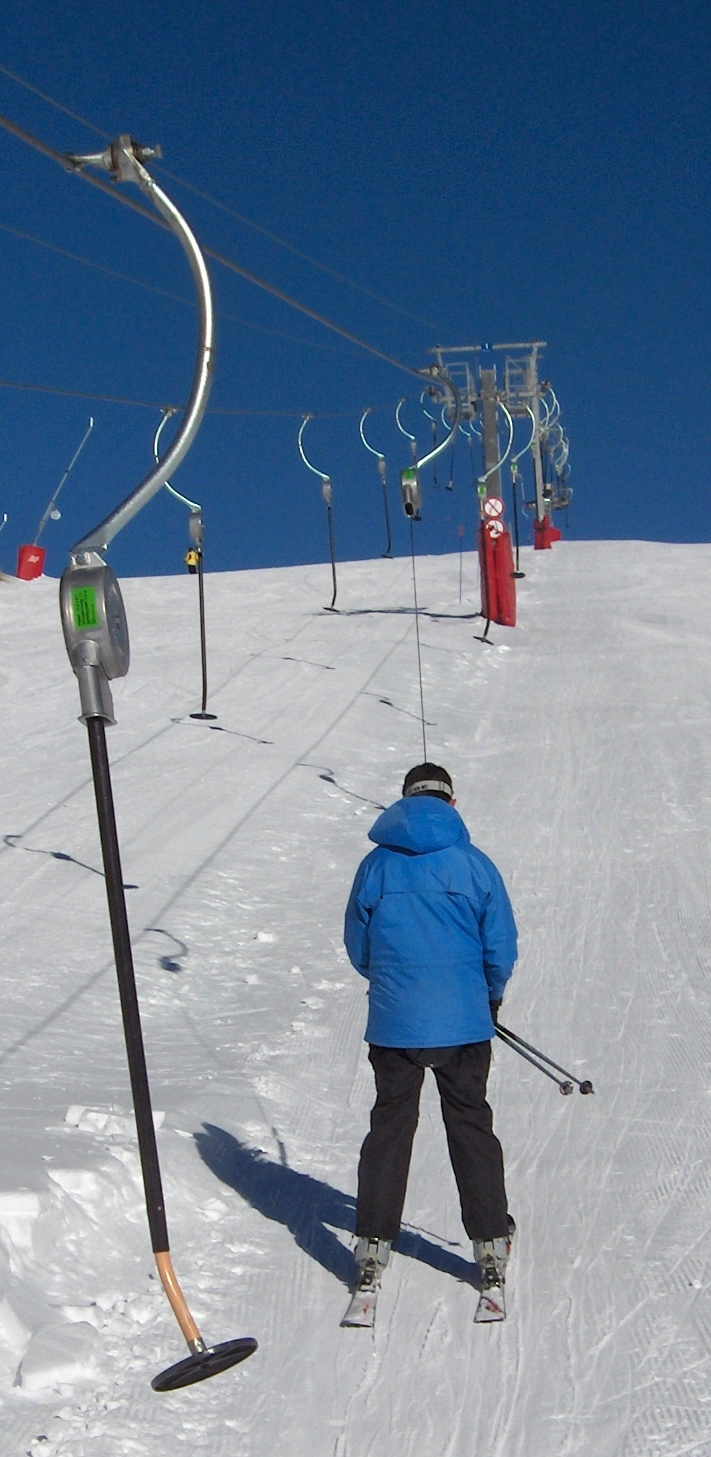
Wyciąg talerzykowy

Jean Pomagalski (ur. w 1905 w Krakowie, zm. w 1969 we Francji) – francuski inżynier i mechanik polskiego pochodzenia, znany jako wynalazca wyciągu talerzykowego.

## Życiorys
Czerpiąc z pomysłu zaprojektowanego w 1934 roku wyciągu orczykowego, Pomagalski zbudował, opatentował i zaprezentował w 1936 działający wyciąg talerzykowy – tzw. Poma-Lift. W 1946 ulepszył sposób mocowania talerzyków, który z drobnymi modyfikacjami jest nadal stosowany.
Pomagalski jest również twórcą firmy POMA, producenta narciarskich urządzeń holujących. Firma ta na początku XXI wieku rozpoczęła współpracę z włoskim Leitnerem.